# Carrer Lluís Companys
El Carrer Lluís Companys és un carrer semivianalitzat al districte Instituts-Templers de la ciutat de Lleida. Inclou la plaça de l'Escorxador, amb un parc infantil, i un monument dedicat a la memòria de Lluís Companys, qui va ser president de la Generalitat de Catalunya entre els anys 1934 i 1940 i fou executat per un escamot d'afusellament. S'estén des l'Avinguda de Catalunya fins al Gran Passeig de Ronda a l'altura de la Plaça dels Pagesos. En aquest carrer se situa la seu del Teatre Municipal de l'Escorxador.